# Лом-над-Рімавіцоу
Лом-над-Рімавіцоу (словац. Lom nad Rimavicou, угор. Forgácsfalva) — село, громада в окрузі Брезно, Банськобистрицький край, Словаччина. Кадастрова площа громади — 17,40 км². Населення — 266 осіб (за оцінкою на 31 грудня 2017 р.).
Перша згадка 1791 року.

## Географія
Неподалік села беруть початок річки Іпель, Рімавиця та Слатіна. Протікає річка Заломка.

## Населення
| Рік:            | 1994. | 2004.    | 2014.    | 2024.    |
| --------------- | ----- | -------- | -------- | -------- |
| Кількість осіб: | 360   | 309      | 274      | 217      |
| Різниця:        |       | -14,16 % | -11,32 % | -20,80 % |

| Рік:            | 2023. | 2024.   |
| --------------- | ----- | ------- |
| Кількість осіб: | 218   | 217     |
| Різниця:        |       | -0,45 % |